# Sutivan
Sutivan (nebo též Stivan) je opčina, v níž žije 759 obyvatel na severozápadním břehu chorvatského ostrova Brač, která zahrnuje pouze vesnici Sutivan.

## Historie

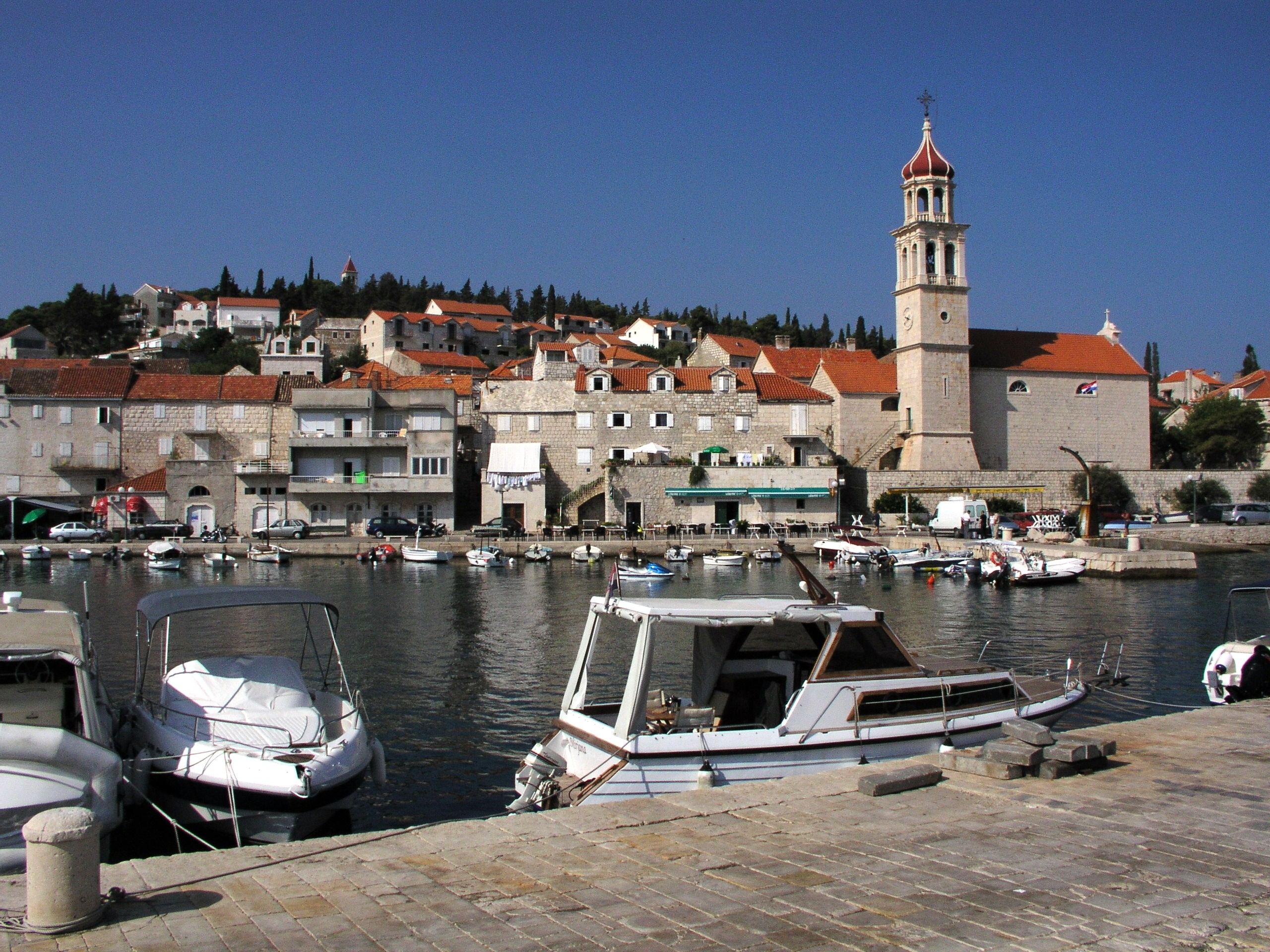
Sutivan

Obec vznikla již v dobách Římské říše. V 6. století byla postavena raně křesťanská bazilika sv. Jana (sveti Ivan), od které je odvozeno jméno obce. Bazilika byla později zničena, avšak na jejím místě byl roku 1579 postaven kostel.
O rozvoj obce se v 15. století zasloužila migrace lidí z pevniny, kteří zde našli úkryt před Turky. Počátkem 18. století zde žilo přibližně 250 obyvatel, v roce 1890 1 875 obyvatel. Hlavním zdrojem jejich obživy bylo zemědělství – zejména pěstování vinné révy a oliv. V roce 1893 dosahovala produkce vína v Sutivanu 9 300 hl a olivového oleje 3 500 hl, což byla čtvrtina produkce celého ostrova.
K dramatickému poklesu počtu obyvatel Sutivanu došlo na přelomu 19. a 20. století vlivem emigrace do zahraničí, zejména do Chile, USA, Argentiny a Bolívie[zdroj?], neboť hospodářství celého ostrova utrpělo velké ztráty kvůli onemocnění vinné révy.

## Památky
- Kostel sv. Jana, na jehož místě původně stála raně křesťanská bazilika z 6. století
- Kostel Nanebevzetí panny Marie (župna crkva Uznesenja Marijina) z roku 1579
- Katakomby na novém hřbitově z roku 1634
- Kostel sv. Rocha (sveti Rok) z roku 1635
- Opevněný dvůr rodu Ilić z roku 1505
- Opevněný dům rodu Marijanović ze 17. století
- Barokní letní sídlo chorvatského básníka Jeronima
Kavanjina z roku 1690
- Větrný mlýn rodu Ilić
- Dům rodu Definis se sbírkou nábytku a uměleckých předmětů z 19. století